# Kurfürst

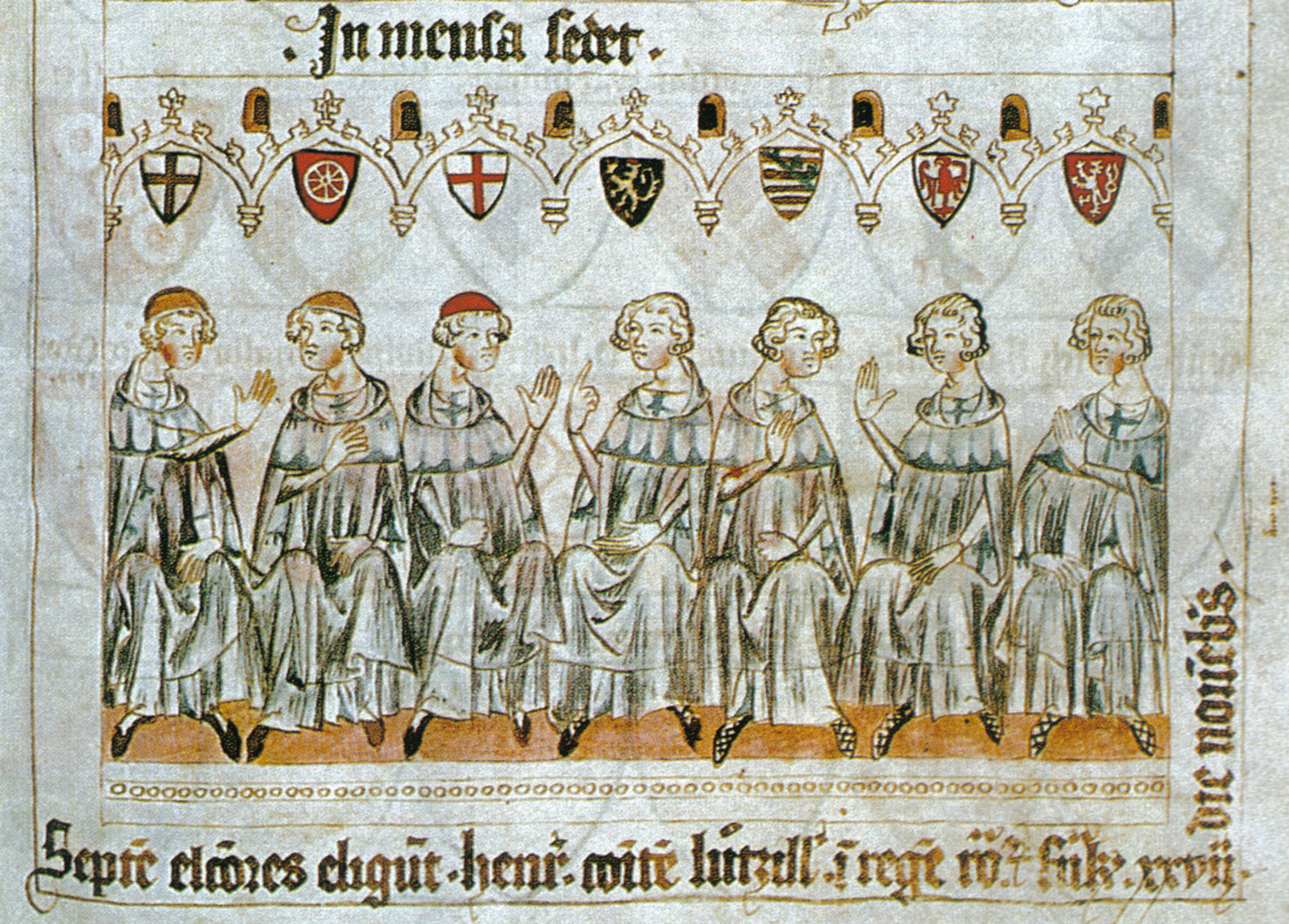
Der Codex Balduineus (um 1340) enthält die erste bekannte bildliche Darstellung des Kurfürstenkollegiums:
Die Kurfürsten wählen Heinrich von Luxemburg zum König. Es sind dies, kenntlich durch ihre Wappen (v. l. n. r.), die Erzbischöfe von Köln, Mainz und Trier, der Pfalzgraf bei Rhein, der Herzog von Sachsen, der Markgraf von Brandenburg und der König von Böhmen, der bei der Wahl Heinrichs tatsächlich nicht anwesend war.

Kurfürstliche Länder innerhalb des Reiches um 1618.
Kurmainz
Kurtrier
Kurköln
Pfalzgrafschaft bei Rhein
Kurfürstentum Sachsen
Königreich Böhmen
Mark Brandenburg

Ein Kurfürst (lateinisch princeps elector imperii oder elector; frühneuhochdeutsch meist Churfürst) war einer der ursprünglich sieben ranghöchsten Fürsten des Heiligen Römischen Reiches, denen seit dem 13. Jahrhundert die Kurwürde und damit das alleinige Recht zur Wahl des römisch-deutschen Königs zustand, mit dessen Herrschaft seit dem 10. Jahrhundert der Anspruch auf das Kaisertum verbunden war.
Seit dem Dreißigjährigen Krieg schwankte die Zahl der Kurfürsten. Effektiv nahmen nie mehr als neun Fürsten an einer Kaiserwahl teil. Die Thronfolger der weltlichen Mitglieder des Kurkollegiums wurden als Kurprinzen bezeichnet. Das Wort Kurfürst ist eine Zusammensetzung mit mittelhochdeutsch kure ‚Wahl‘ (Nomen actionis zu kiesen ‚wählen‘), von dem wiederum das Verb küren abgeleitet ist.

## Zusammensetzung
Im Mittelalter gehörten dem Kurfürstenkollegium sieben Reichsfürsten an. Ihre Zahl stieg in der frühen Neuzeit auf neun an, ging dann wieder auf acht zurück und betrug am Ende des Alten Reichs zehn. Jedem Kurfürsten war eines der Reichserzämter zugeordnet. Zum ursprünglichen Kollegium gehörten:
drei geistliche Fürstbischöfe:
- der Erzbischof von Mainz als Reichserzkanzler für Deutschland
- der Erzbischof von Köln als Reichserzkanzler für Italien
- der Erzbischof von Trier als Reichserzkanzler für Burgund

sowie vier weltliche Fürsten:
- der König von Böhmen als Erzmundschenk
- der Pfalzgraf bei Rhein als Erztruchsess
- der Herzog von Sachsen als Erzmarschall
- der Markgraf von Brandenburg als Erzkämmerer

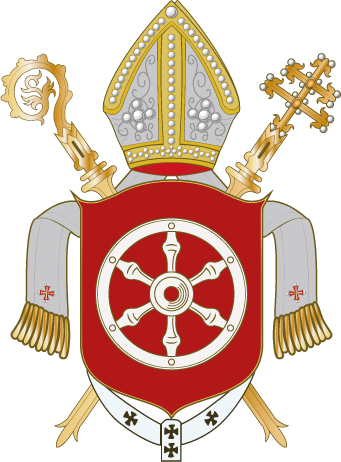
Kurmainz
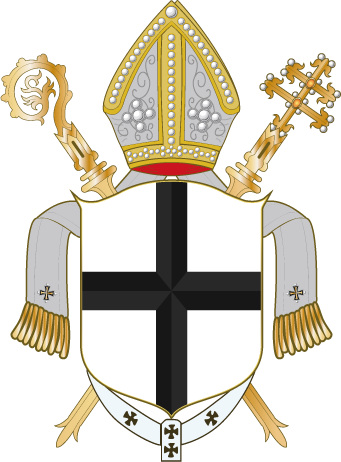
Kurköln
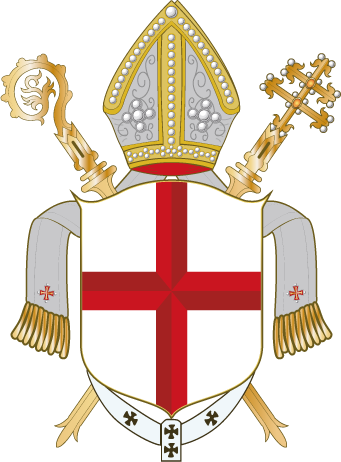
Kurtrier
Böhmen
Kurpfalz
Sachsen
Brandenburg

Im 17. Jahrhundert erlangten zwei weitere Reichsfürsten die Kurwürde:
- 1623 der Herzog von Bayern anstelle des Pfalzgrafen bei Rhein, der 1648 eine neue, achte Kurstimme sowie das neugeschaffene Amt des Erzschatzmeisters erhielt, und
- 1692 der Herzog von Braunschweig-Lüneburg (Hannover) als Erzbannerträger.

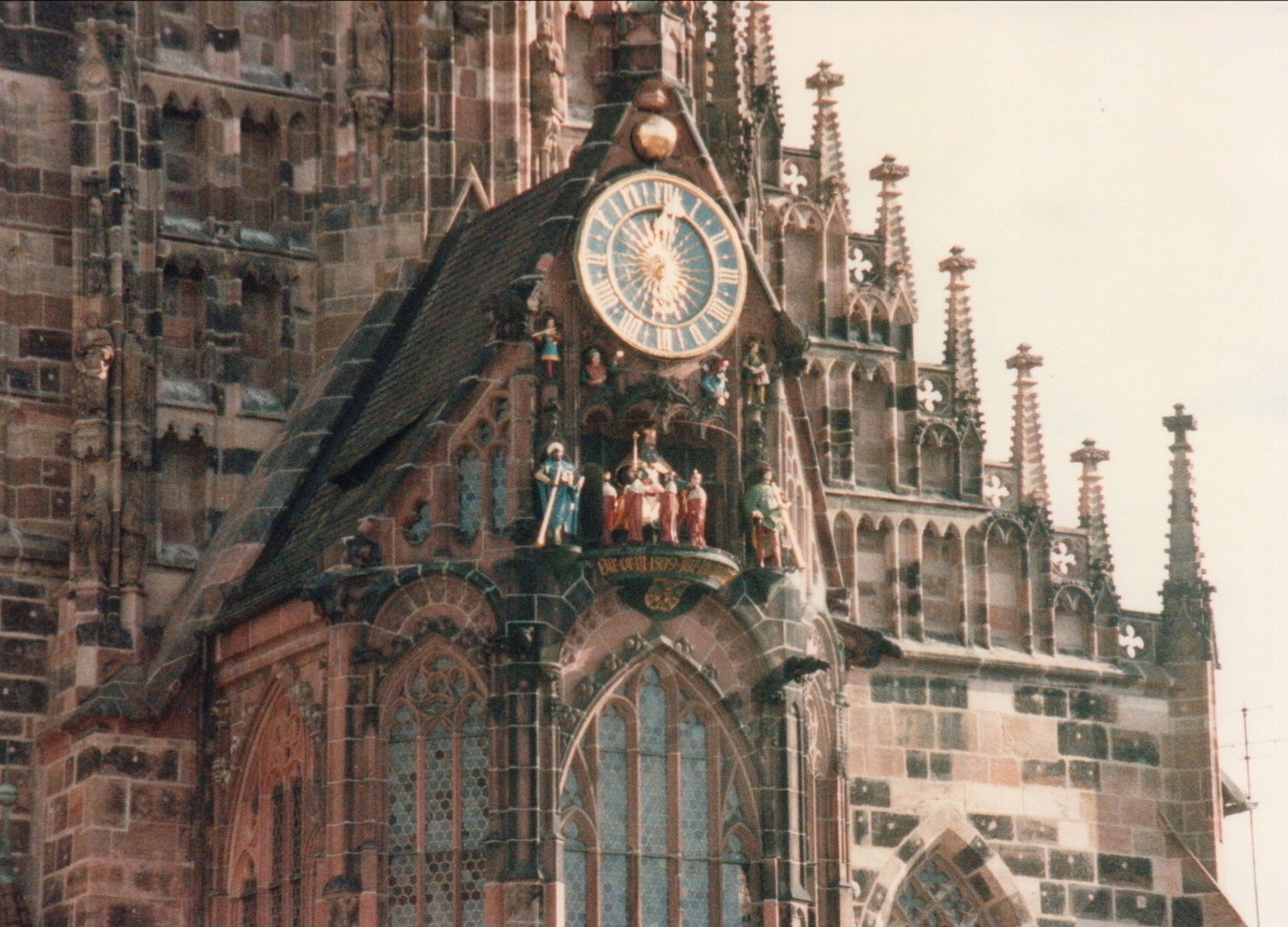
Beim Männleinlaufen über dem Hauptportal der Frauenkirche in Nürnberg umrunden die sieben Kurfürsten jeden Tag um 12 Uhr dreimal den sitzenden Kaiser.

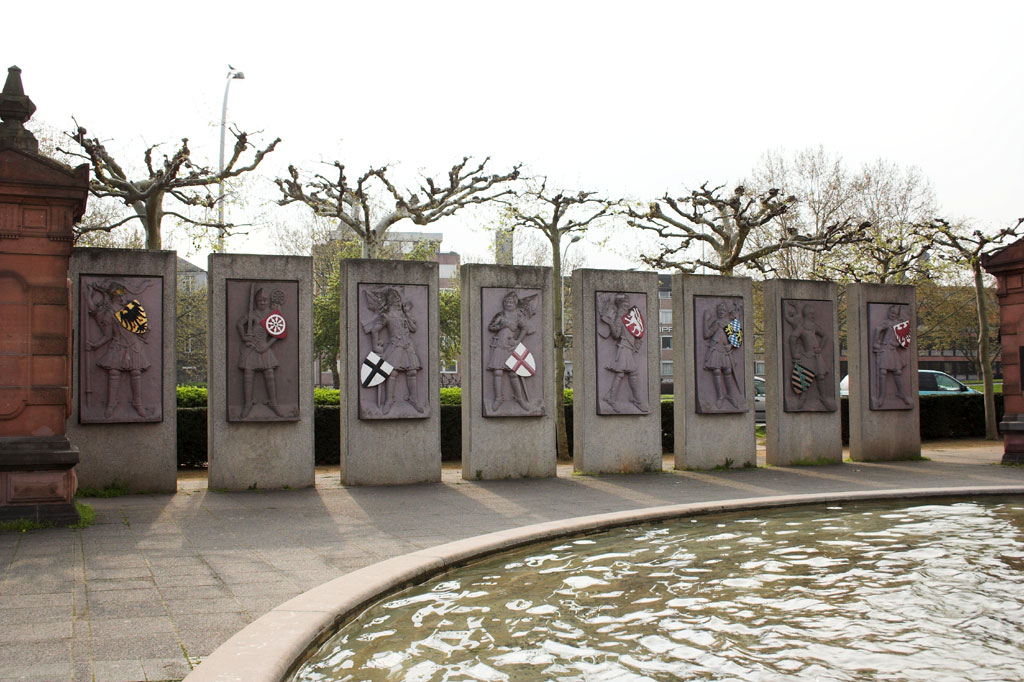
Sandsteinreliefs der sieben Kurfürsten und des deutschen Königs in Mainz (Originale: Frühes 14. Jahrhundert, Landesmuseum Mainz)

Nachdem Bayern 1777 durch Erbschaft an den Pfalzgrafen bei Rhein gefallen war, erlosch die pfälzische Kurwürde, während die bayerische weiter bestehen blieb. Der Reichsdeputationshauptschluss von 1803 hob die beiden geistlichen Kuren von Köln und Trier auf, der Kurerzkanzler erhielt als Ersatz für das an Frankreich verlorene Mainz das neu geschaffene Fürstentum Regensburg.
Vier Reichsfürsten erhielten dagegen die Kurwürde neu. Dies waren:
- der Herzog von Salzburg
- der Herzog von Württemberg
- der Markgraf von Baden
- der Landgraf von Hessen-Kassel

Nachdem das Herzogtum Salzburg im Frieden von Pressburg 1805 an das Kaisertum Österreich gefallen war und der Herzog von Salzburg für diesen Verlust mit dem neu geschaffenen Großherzogtum Würzburg entschädigt wurde, ging auch die mit Salzburg verbundene Kurwürde auf das neu geschaffene Großherzogtum über. Alle Veränderungen seit 1803 wurden jedoch schon 1806 mit der Auflösung des Heiligen Römischen Reichs Deutscher Nation gegenstandslos. An einer Kaiserwahl konnte keiner dieser neuen Kurfürsten je teilnehmen.

## Geschichte des Kurfürstenkollegiums

### Von den Ursprüngen bis zur Doppelwahl 1198
Die Tradition der freien Königswahl im Ostfrankenreich, dem späteren Heiligen Römischen Reich, begann 911, als der letzte König aus der Dynastie der Karolinger gestorben war. Damals bestimmten die Reichsfürsten, die sogenannten Großen des Reiches, nicht den nach Erbrecht legitimierten karolingischen Herrscher des Westfrankenreichs zum Nachfolger, sondern mit Konrad I. einen der ihren. Dies war zu diesem Zeitpunkt nicht außergewöhnlich, denn auch im Westfrankenreich wurde der König seit 888 von den Großen gewählt. War dieser stark, konnte er aber meist schon zu Lebzeiten die Wahl seines Sohnes zum Nachfolger durchsetzen. Da die seit 987 regierenden Könige aus der Dynastie der Kapetinger über Jahrhunderte Söhne als Nachfolger hinterließen, entwickelte sich das Königreich Frankreich schließlich zu einer Erbmonarchie. Im Ostfrankenreich dagegen kam es immer wieder zu Dynastiewechseln, da viele Könige keinen direkten männlichen Erben hinterließen. 1002, 1024, 1125, 1138 und 1152 wurden Könige gewählt, die zwar meist eng mit ihren jeweiligen Vorgängern verwandt, aber nicht deren Söhne waren. Schon 1002 traten neben Herzog Heinrich von Bayern aus dem Hause der Liudolfinger weitere Mitbewerber auf, die ähnliche verwandtschaftliche Bindungen mit dessen Vorgänger Otto III. aufwiesen. Nach 1024 schien sich die Dynastie der Salier mit vier aufeinanderfolgenden Königen als einzig erbberechtigte zu etablieren, bis auch sie 1125 im Mannesstamm erlosch. In der anschließenden Königserhebung Lothars von Supplinburg setzte sich erstmals das reine Wahlrecht durch. Bei Lothars Tod 1137 war sein Schwiegersohn Heinrich der Stolze sein nach Erbrecht nächster Verwandter. Doch statt auf ihn fiel die Wahl auf den Staufer Konrad III. Auch 1152 wurde nicht der Sohn Konrads, sondern sein Neffe Friedrich Barbarossa gewählt. So wurde mit jeder Kur die Tradition der freien Wahl gestärkt und die erbrechtlichen Traditionsstränge geschwächt.
Zur Teilnahme an der Königswahl waren ursprünglich, also seit 911, alle Reichsfürsten berechtigt, die Großen des Reiches. Zwar war nicht genau festgelegt, wer zu diesem Kreis gehörte, es gab aber seit jeher eine kleine Anzahl von Vorwählern (laudatores), denen eine Vorentscheidung zustand. Zu diesen gehörten nicht notwendigerweise die mächtigsten, sondern die vornehmsten Fürsten des Reichs, die an Rang und Würde dem König am nächsten kamen. Zu ihnen gehörten die drei Erzbischöfe von Mainz, Köln und Trier sowie der Pfalzgraf bei Rhein, weil ihre Territorien auf altem fränkischem Stammesboden lagen. Eine Wahl war nur dann rechtmäßig, wenn auch die Vorwähler ihr zugestimmt hatten. Wahrscheinlich entwickelte sich das spätere Kurfürstenkollegium aus dieser Gruppe von Vorwählern.

### Allmähliche Herausbildung des Kurfürstenkollegiums

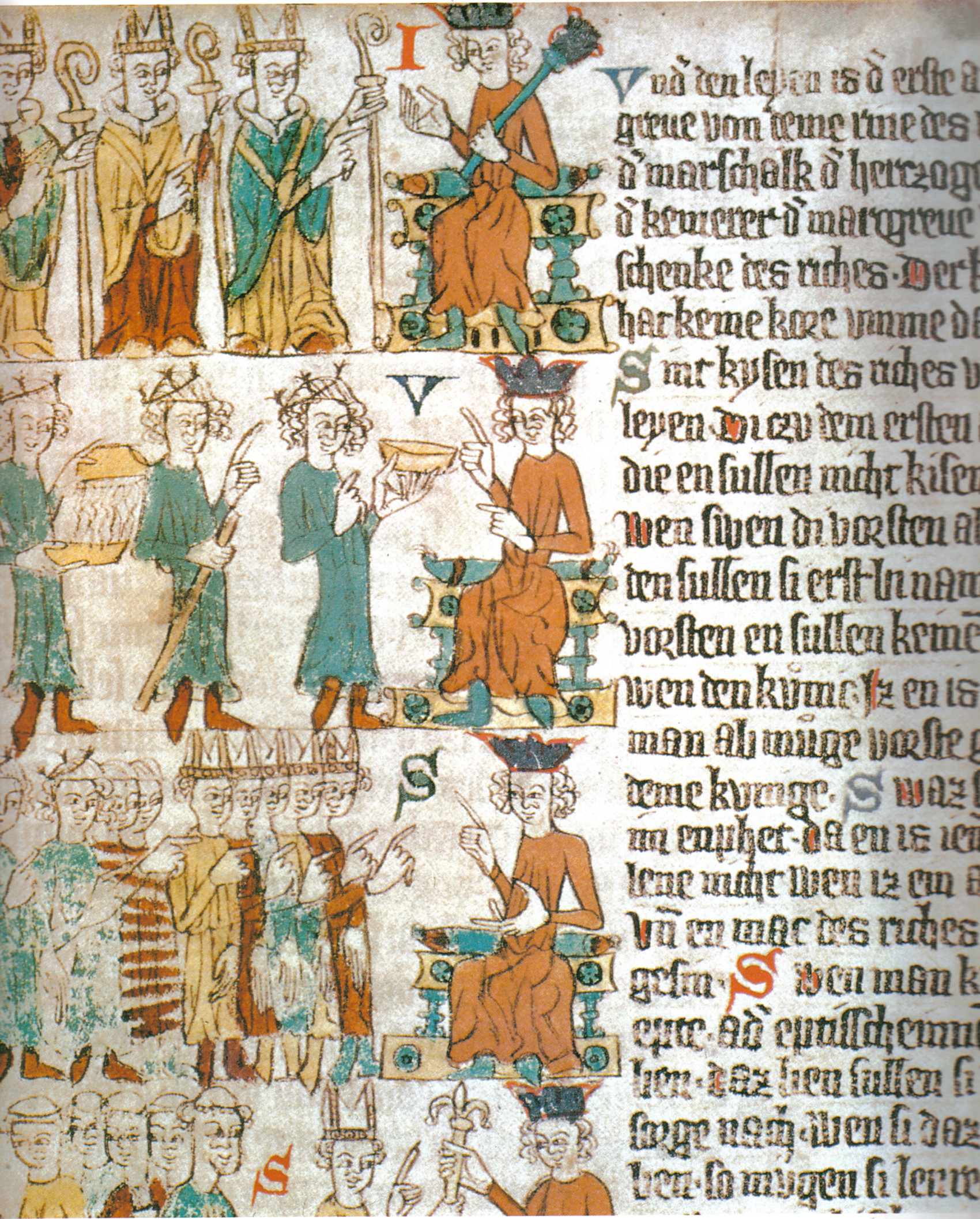
Die Königswahl in der Darstellung des Sachsenspiegels. Oben: Die drei geistlichen Fürsten zeigen auf den König. Mitte: Der Pfalzgraf bei Rhein überreicht als Truchsess eine goldene Schüssel, dahinter der Herzog von Sachsen mit dem Marschallsstab und der Markgraf von Brandenburg, der als Kämmerer eine Schüssel mit warmem Wasser bringt. Unten: der neue König vor den Großen des Reiches (Heidelberger Sachsenspiegel, um 1300)

Mit dem Tod Kaiser Heinrichs VI. (1165–1197) scheiterte auch dessen Erbreichsplan, der letzte Versuch, das Reich in eine erbliche Monarchie umzuwandeln. Im daraufhin ausbrechenden Deutschen Thronstreit zwischen Staufern und Welfen kam es 1198 zur Doppelwahl zweier Thronkandidaten. Der staufische Kandidat Philipp von Schwaben konnte sich dabei auf die größere Zahl von Wählern berufen. Gegen ihn stand der Kölner Erzbischof Adolf von Altena, der unbedingt seinen Kandidaten Otto von Braunschweig durchsetzen wollte. Der zunächst unterlegene Otto bat Papst Innozenz III. um einen Schiedsspruch. Da seit der Kaiserkrönung Ottos des Großen 962 das deutsche Königtum mit der römischen Kaiserwürde verbunden war, hatten die Päpste stets ein hohes Interesse an einem Mitwirkungsrecht an der deutschen Königswahl. Doch solange der Ausgang des Konflikts offen war, hielt sich der Papst zurück, um nicht auf der Seite des Verlierers zu stehen.
Um seiner Entscheidung mehr Gewicht zu verleihen, soll nach neueren Forschungen eine welfische Fürstengruppe um Erzbischof Adolf von Köln vorgeschlagen haben, dass zwei geistliche und zwei weltliche Fürsten – die Erzbischöfe von Köln und Mainz sowie der Pfalzgraf bei Rhein und der Herzog von Sachsen – analog zu einem paritätisch besetzten Schiedsgremium – den entscheidenden Wahlausschuss bilden sollten. Zu diesen vier seien dann zu Beginn des 13. Jahrhunderts jeweils ein weiterer geistlicher und ein weltlicher Fürst getreten: der Erzbischof von Trier und der Markgraf von Brandenburg. Nach älterer Forschungsmeinung soll Innozenz III. die Auffassung vertreten haben, für eine rechtmäßige Wahl sei die Zustimmung der drei rheinischen Erzbischöfe und des Pfalzgrafen bei Rhein unerlässlich, die zu Beginn des 13. Jahrhunderts um den Herzog von Sachsen und den Markgrafen von Brandenburg erweitert worden seien.
Um 1230 stellte der Sachsenspiegel des Eike von Repgow fest: „Bei des Kaisers Kur soll der erste sein der Bischof von Mainz, der zweite der von Trier, der dritte der von Köln.“ Dann folgen die drei weltlichen Fürsten. Dem König von Böhmen spricht das Werk das Wahlrecht noch ausdrücklich ab, „weil er kein Deutscher ist“. Neuere Theorien gehen davon aus, dass er erst ab 1252 zu den Königswählern gezählt wurde, als das Kurkollegium sich als alleinige Wahlinstanz durchgesetzt hatte und Pattsituationen vermieden werden sollten.
Erstmals trat das Kurkollegium 1257, nach dem Tod König Wilhelms von Holland, als exklusive Institution in Erscheinung, die alle übrigen Reichsfürsten von der Wahl ausschloss. In einer Doppelwahl bestimmte es Alfons von Kastilien und Richard von Cornwall zu Wilhelms Nachfolger. Jeder Kandidat erhielt jeweils drei Stimmen. Ottokar II., König von Böhmen, gab beiden seine Stimme. Keiner der beiden Gewählten konnte seine Herrschaftsrechte je faktisch ausüben, so dass das Interregnum bis zur Wahl Rudolfs von Habsburg im Jahr 1273 andauerte. Die Zeit des Interregnums stärkte die Position der Kurfürsten erheblich, was sich vor allem im 14. Jahrhundert zeigen sollte. An der Wahl Rudolfs I. hatte auch der König von Böhmen wieder teilgenommen. Seine dauernde Zugehörigkeit zum Kollegium konnte er aber erst 1289 durchsetzen. Vom 15. bis ins späte 17. Jahrhundert nahm der König von Böhmen allerdings nur an Königswahlen, nicht an anderen Beratungen der Kurfürsten teil.
Mit der Wahl von 1308, in der alle sechs anwesenden Kurfürsten Heinrich von Luxemburg zum römisch-deutschen König bestimmten, wurde das neue Selbstverständnis des Kurkollegiums sichtbar. Zusammen mit dem neuen König gab es seine Entscheidung Papst Clemens V. nur noch bekannt, ohne um die päpstliche Approbation zu bitten. Damit machte es deutlich, dass seine Entscheidung für eine gültige Königswahl ausreichte und dass diese keiner zusätzlichen Bestätigung mehr bedurfte. Die Wahl machte zudem deutlich, dass die Kurfürsten nach den Erfahrungen mit Adolf von Nassau und Albrecht I., die beide eine teils gegen die Kurfürsten gerichtete Hausmachtpolitik betrieben hatten, strikt auf die Wahrung ihrer Rechte achteten und vom neuen König verlangten, diese zu respektieren. Der Handlungsspielraum des Königtums wurde dadurch erheblich eingeschränkt, auch wenn Heinrich VII. seine Macht etwa dadurch zu stärken suchte, dass er sich Böhmen als Hausmacht sicherte und in Italien die Erneuerung des Kaisertums anstrebte.

### Kurverein zu Rhense 1338

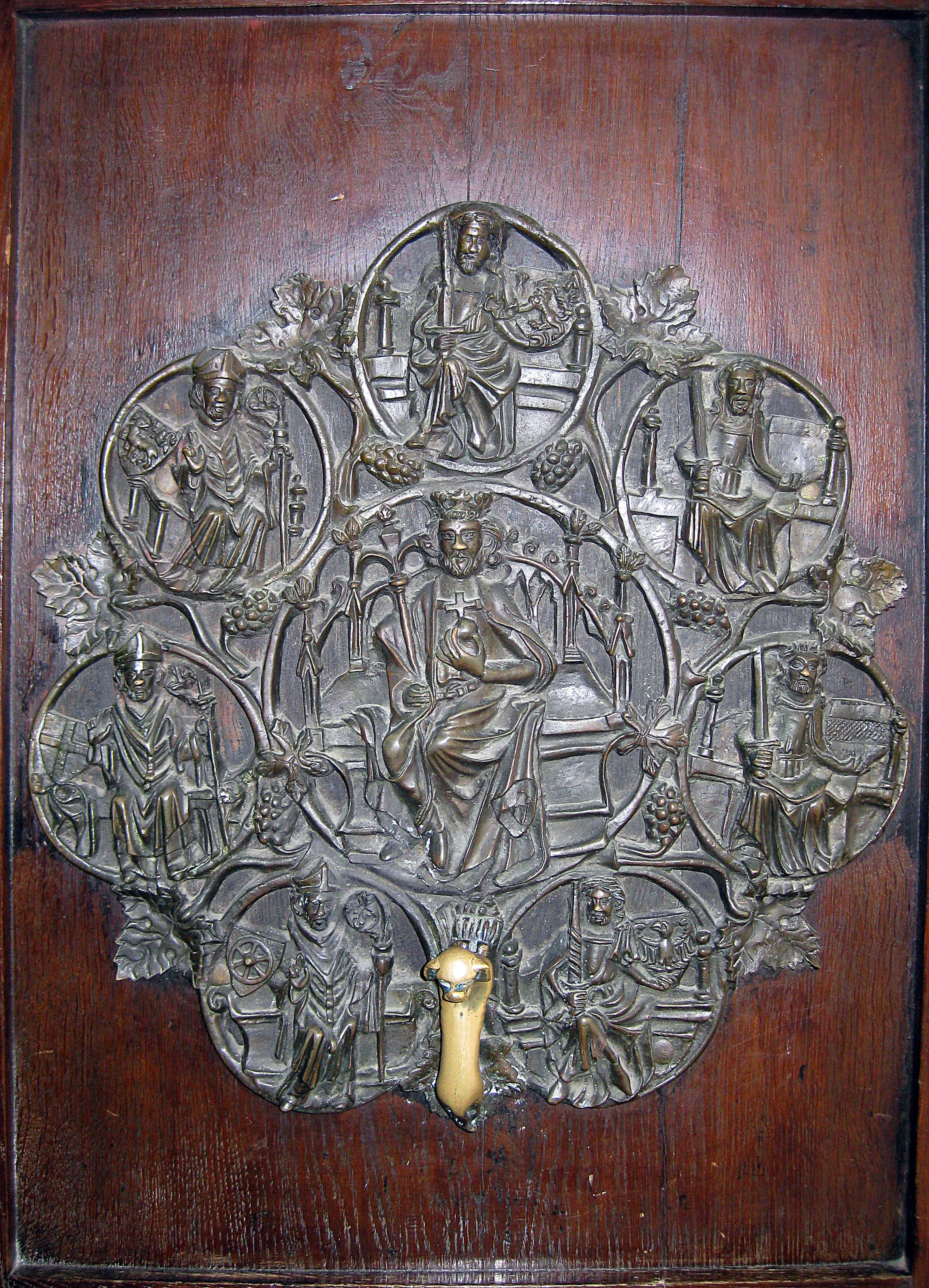
Der König im Kreis der sieben Kurfürsten, gotischer Türzieher am Lübecker Rathaus

1338 schlossen sich die Kurfürsten im Kurverein zu Rhense enger zusammen, um sich künftig vor Königswahlen miteinander abzustimmen. Aus dem Kurverein ging später der Kurfürstenrat des Reichstags hervor. Zudem bestimmten die Kurfürsten in Rhens, dass dem Papst kein Approbationsrecht zustehe und dass der von ihnen zum König Gewählte nicht dessen Zustimmung benötige. In dem von der älteren Forschung so genannten Rhenser Weistum vom 16. Juli 1338 heißt es:

„Nach Recht und seit alters bewährter Gewohnheit des Reiches bedarf einer, der von den Kurfürsten des Reiches oder, selbst bei Unstimmigkeit, von der Mehrheit derselben zum römischen König gewählt ist, keiner Nomination, Approbation, Konfirmation, Zustimmung oder Autorität des apostolischen Stuhles für die Verwaltung der Güter und Rechte des Reiches oder für die Annahme des Königstitels.“

Zum Abschluss kam diese Entwicklung 1508, als sich Maximilian I. mit Zustimmung des Papstes, aber ohne eigens von ihm gekrönt worden zu sein, „Erwählter Römischer Kaiser“ nannte. Der Titel „Römischer König“, den die Herrscher des Reiches seit 1125 zwischen ihrer Wahl zum König und ihrer Krönung zum Kaiser getragen hatten, blieb von da an dem zu Lebzeiten eines Kaisers gewählten Nachfolger vorbehalten. Nach Karl V. erfolgte keine Kaiserkrönung durch den Papst mehr.
Die Krönung der römisch-deutschen Könige erfolgte ursprünglich, von 936 bis 1531, in Aachen durch den Erzbischof von Köln. Von der Königswahl Maximilians II. 1562 bis zum Ende des alten Reiches fanden die Wahl und die Krönung üblicherweise in Frankfurt statt, zuletzt 1792. Bei der Krönung übten die Kurfürsten – später nur noch ihre Stellvertreter – die sogenannten Erzämter (archiofficia) aus, die fest mit der Kurwürde verbunden waren.

### Bestimmungen der Goldenen Bulle 1356

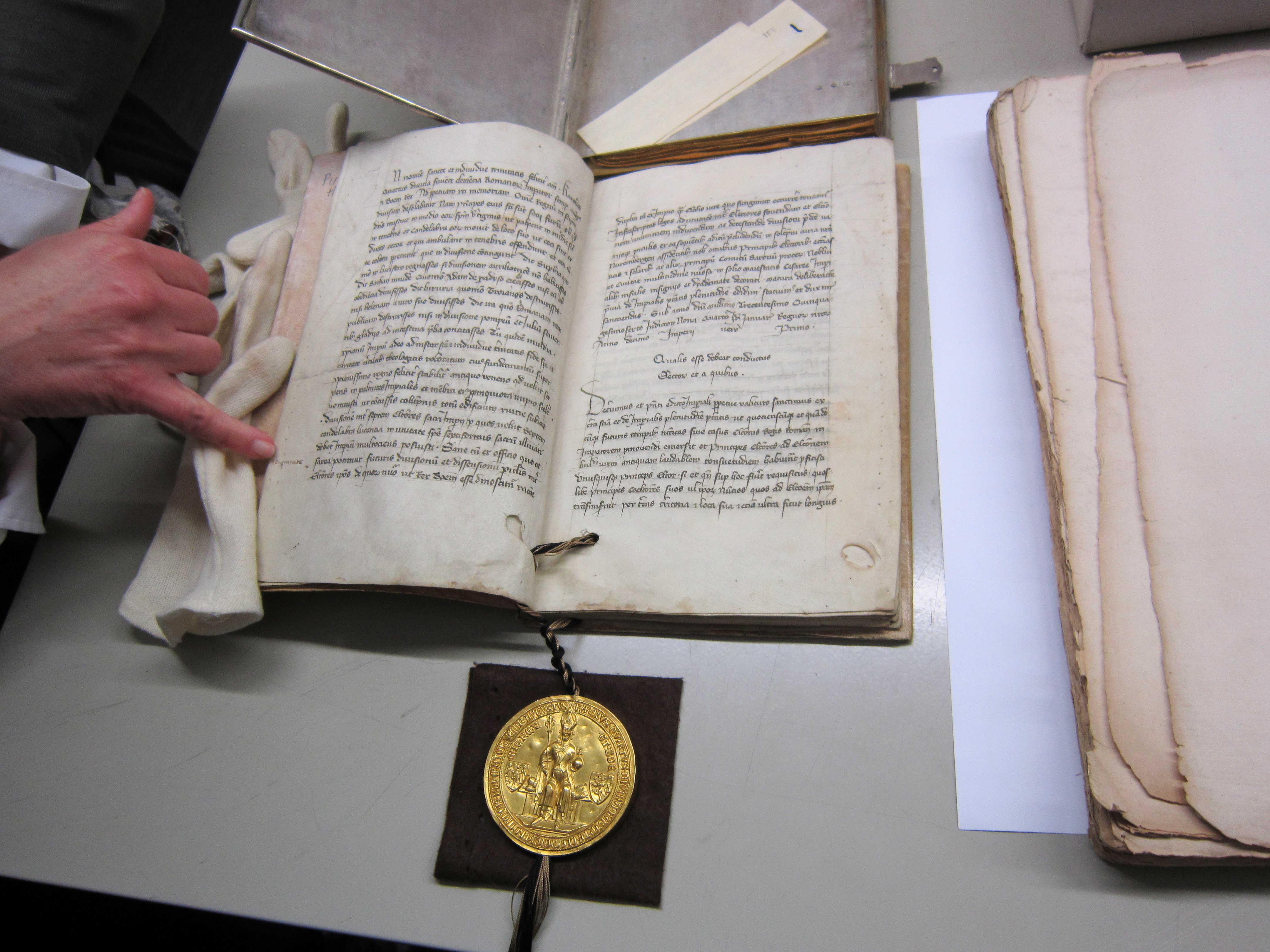
Trierer Exemplar der Goldenen Bulle mit dem Goldsiegel Karls IV.

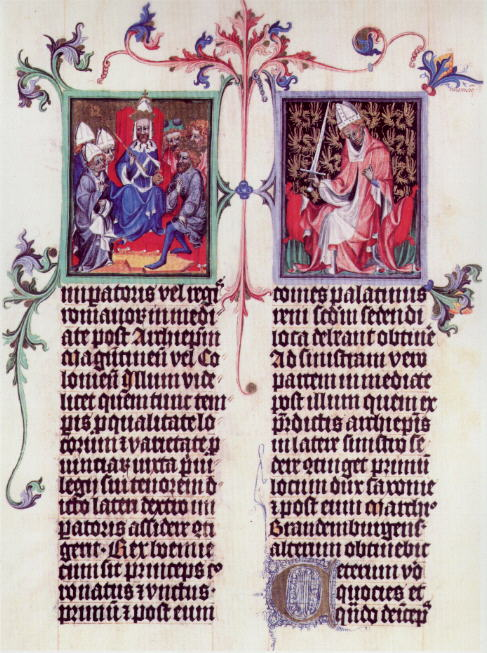
Ausschnitt aus einer Handschrift der Goldenen Bulle aus der Wenzelswerkstatt: links der Kaiser, damals zugleich König von Böhmen, mit sechs Kurfürsten, rechts der Kölner Kurfürst. (Entstanden im Auftrag König Wenzels, 1400, Österreichische Nationalbibliothek, Cod. 338).

Seit dem Tod des Stauferkaisers Friedrichs II. waren die Kurfürsten vom dynastischen Prinzip, also von der Wahl eines Mitglieds der herrschenden Dynastie, zu sogenannten „springenden Wahlen“ übergegangen. Damit gehörte praktisch jeder Reichsfürst zu den möglichen Thronkandidaten. Die Kronprätendenten mussten sich die Wahl durch umfangreiche Zugeständnisse erkaufen, etwa mit der Verleihung von Privilegien an die Kurfürsten, die in Wahlkapitulationen genau festgehalten wurden. Darüber hinaus mussten die Kandidaten seit dem Ende des 12. Jahrhunderts zum Teil immense Geldzahlungen an die Kurfürsten leisten. All dies stärkte Macht und Unabhängigkeit der Landesfürsten im Reich auf Kosten der königlichen Zentralgewalt und hatte eine fortschreitende territoriale Zersplitterung Deutschlands zur Folge.
Um Thronfolgefehden und die Aufstellung von Gegenkönigen künftig zu vermeiden, ließ Kaiser Karl IV. 1356 die genauen Rechte und Pflichten der Kurfürsten und das Verfahren der deutschen Königswahl, die sich bis dahin gewohnheitsrechtlich herausgebildet hatten, in der Goldenen Bulle endgültig rechtlich fixieren. Die Bulle erfüllte ihre befriedende Wirkung und bildete bis 1806 die Grundlage der Verfassungsordnung des alten Reichs.
Sie bestimmte, dass der Erzbischof von Mainz als Erzkanzler für Deutschland binnen 30 Tagen nach dem Tod des letzten Königs die Kurfürsten in Frankfurt am Main zusammenzurufen habe. Bevor sie dort, im Kaiserdom St. Bartholomäus, zur Wahl eines Nachfolgers schritten, mussten sie schwören, ihre Entscheidung „ohne jede geheime Absprache, Belohnung oder Entgelt“ zu treffen. In den Wahlbestimmungen, die nach dem Vorbild des Konklaves zur Papstwahl gestaltet waren, hieß es weiter:

„Wenn nun die Kurfürsten oder ihre Gesandten in vorerwähnter Form und Weise diesen Eid geleistet haben, sollen sie zur Wahl schreiten und fortan die ehgenannte Stadt Frankfurt nicht verlassen, bevor die Mehrzahl von ihnen der Welt oder Christenheit ein weltliches Oberhaupt gewählt hat, nämlich einen römischen König und künftigen Kaiser. Falls sie dies jedoch binnen dreißig Tagen, vom Tag der Eidesleistung an gerechnet, noch nicht getan haben, sollen sie von da an, nach Verlauf dieser dreißig Tage, forthin nur Brot und Wasser genießen und keinesfalls aus besagter Stadt weggehen, bevor sie oder die Mehrzahl von ihnen einen Herrscher oder ein weltliches Oberhaupt der Gläubigen gewählt haben, wie oben steht.“

Die Stimmabgabe der Kurfürsten erfolgte nach deren Rang: Als erster stimmte der Erzbischof von Trier ab, als zweiter der Erzbischof von Köln, dem auch das Krönungsrecht zustand, solange Aachen, das in seiner Erzdiözese lag, die Krönungsstadt war. Als dritter folgte der König von Böhmen als gekrönter weltlicher Fürst, als vierter der Pfalzgraf bei Rhein, der während einer Thronvakanz oder bei Abwesenheit des Kaisers aus Deutschland als Reichsvikar amtierte, d. h. als Stellvertreter des Königs in allen Ländern, in denen fränkisches Recht galt. Zudem fungierte er bei Rechtsverstößen des Herrschers als Königsrichter. An fünfter Stelle folgte der Herzog von Sachsen als Reichsvikar für alle Länder sächsischen Rechts und an sechster der Markgraf von Brandenburg. Obwohl ranghöchster Kurfürst, stimmte der Erzbischof von Mainz als letzter ab, so dass sein Votum bei Stimmengleichheit den Ausschlag geben konnte.
Wie schon der Kurverein von Rhense erklärte auch die Goldene Bulle, dass die Königswahl ohne Zustimmung des Papstes rechtsgültig sei. Die im Kurverein durchgesetzte Mehrheitsentscheidung anstelle der zuvor als notwendig erachteten Einstimmigkeit wurde erneut bestätigt.
Die Goldene Bulle legte darüber hinaus eine jährliche Versammlung aller Kurfürsten fest, in der sie sich mit dem Kaiser beraten sollten. Weitere Bestimmungen betrafen die besonderen Privilegien und Regalien der Kurfürsten: Sie erhielten Immunität, das Münzrecht, das Zollrecht, das Judenregal sowie das Privilegium de non evocando und das Privilegium de non appellando. Das heißt: Weder durfte der Kaiser einen Rechtsstreit an sich ziehen, der unter die Jurisdiktion eines Kurfürsten fiel, noch konnten deren Untertanen gegen Urteile ihrer obersten Gerichte Berufung bei kaiserlichen Gerichten einlegen, auch nicht bei dem im 16. Jahrhundert geschaffenen Reichskammergericht und dem Reichshofrat. Ein Kurfürst wurde mit 18 Jahren großjährig, und Angriffe auf ihn galten als Majestätsverbrechen.
Um eine Zersplitterung oder Vermehrung der Kurstimmen zu verhindern, wurden die Kurfürstentümer zu unteilbaren Territorien (Kurpräzipuum) erklärt. Im engeren Sinne versteht man unter dem Kurfürstentum an sich nur das Kurpräzipuum, also das Territorium, an das die Kurwürde gebunden war. Das heißt etwa, dass, wenn vom Kurfürstentum Sachsen die Rede war, dies eigentlich nur das kleine Herzogtum Sachsen-Wittenberg, den sogenannten Kurkreis, meint. Aufgrund der Bedeutung des Titels eines Kurfürsten wurde der Begriff Kurfürstentum stets auf das gesamte durch einen Kurfürsten regierte Gebiet ausgeweitet. So bestand das Kurfürstentum Sachsen ab dem 15. Jahrhundert im Wesentlichen aus der alten Markgrafschaft Meißen und landgräflich-thüringischen Gebieten sowie später der Lausitz, wobei das Kurpräzipuum, das eigentliche Kernkurfürstentum um Wittenberg, nur einen kleinen Teil des so genannten kursächsischen Territoriums, der Erblande, ausmachte. Die Begriffsbezeichnung Kurfürstentum wanderte also, dem wesentlich größeren Gebietsumfang südlich des Kurpräzipuums geschuldet, elbaufwärts. Genaugenommen ist der Träger der Kurwürde Kurfürst des Reiches und weiterhin Herzog, Markgraf oder Pfalzgraf in seinen Gebietskonglomeraten. Der kurfürstliche Titel erlaubte es den Kurfürsten jedoch, diesen geschickt zur staatsterritorialen Vereinheitlichung zu nutzen. So gelang es Kurfürsten bis Anfang des 18. Jahrhunderts, meist alle in ihrem Besitz stehende Territorien unter dem Mantel der Kurwürde in den Kurstaat zu integrieren und dadurch staatsrechtlich und administrativ zu vereinheitlichen.
Die Unteilbarkeit begrenzte sich also de facto und de jure nur auf das Kurpräzipuum selbst, das heißt, dass sonstige Territorien, die zum Besitz des Kurfürsten gehörten, selbstverständlich weiterhin geteilt vererbt werden konnten. Dies veranschaulicht der Fall Kurfürst Johann Georgs I. von Sachsen, der teils erbländische, also bereits in den Gesamtkurstaat integrierte Territorien, teils staatsrechtlich noch stark selbständige Gebiete, etwa ehemals bischöflichen Besitz, aus dem Erbe des Kurprinzen herauslöste und seinen nachgeborenen Söhnen testamentarisch als Sekundogenituren zusprach. Der Kurkreis mit der Kurwürde und die große Mehrheit des restlichen Territorialbesitzes verblieben jedoch beim Erstgeborenen. Eine ähnliche Rechtssituation hatte 1485 zur Leipziger Teilung geführt, bei der de facto das Kurfürstentum geteilt wurde, nämlich bereits gut integrierte Gebiete wie der größte Teil der Markgrafschaft Meißen an den Zweitgeborenen Herzog Albrecht gelangten, während die mehrheitlich thüringischen Gebiete mit Kurkreis und Kurwürde an den Erstgeborenen Ernst gingen. Alleiniger Nachfolger eines weltlichen Kurfürsten im Kurpräzipuum konnte also immer nur dessen ältester ehelicher Sohn oder, falls er keinen legitimen männlichen Nachkommen hatte, sein nächster männlicher Agnat sein. Die Kurerben und Thronfolger eines weltlichen Kurfürsten wurden Kurprinzen genannt, die der geistlichen Kurfürsten waren noch zu Lebzeiten gewählte Koadjutoren, die jedoch noch der Bestätigung durch das Domkapitel bedurften. Während der Minderjährigkeit eines Kurfürsten regierte dessen nächster volljähriger männlicher Agnat, beispielsweise der Onkel des Kurfürsten, als Kuradministrator.
Der zweite Teil der Bulle, das Metzer Gesetzbuch, behandelte insbesondere protokollarische Fragen, die Steuererhebung sowie die Strafen für Verschwörungen gegen Kurfürsten.

### Kurfürsten in der frühen Neuzeit

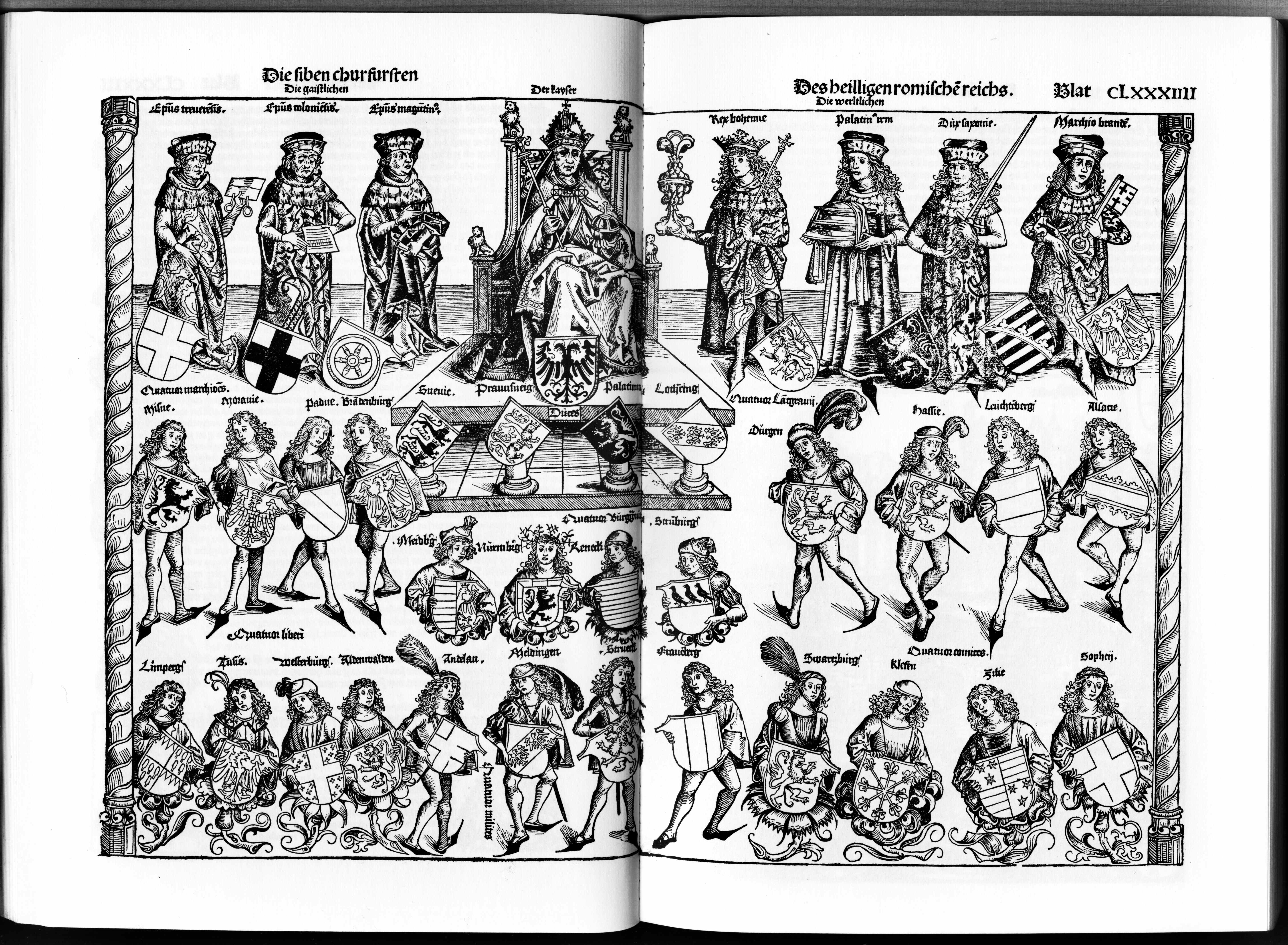
Darstellung der „siben churfürsten“ (Schedelsche Weltchronik 1493)

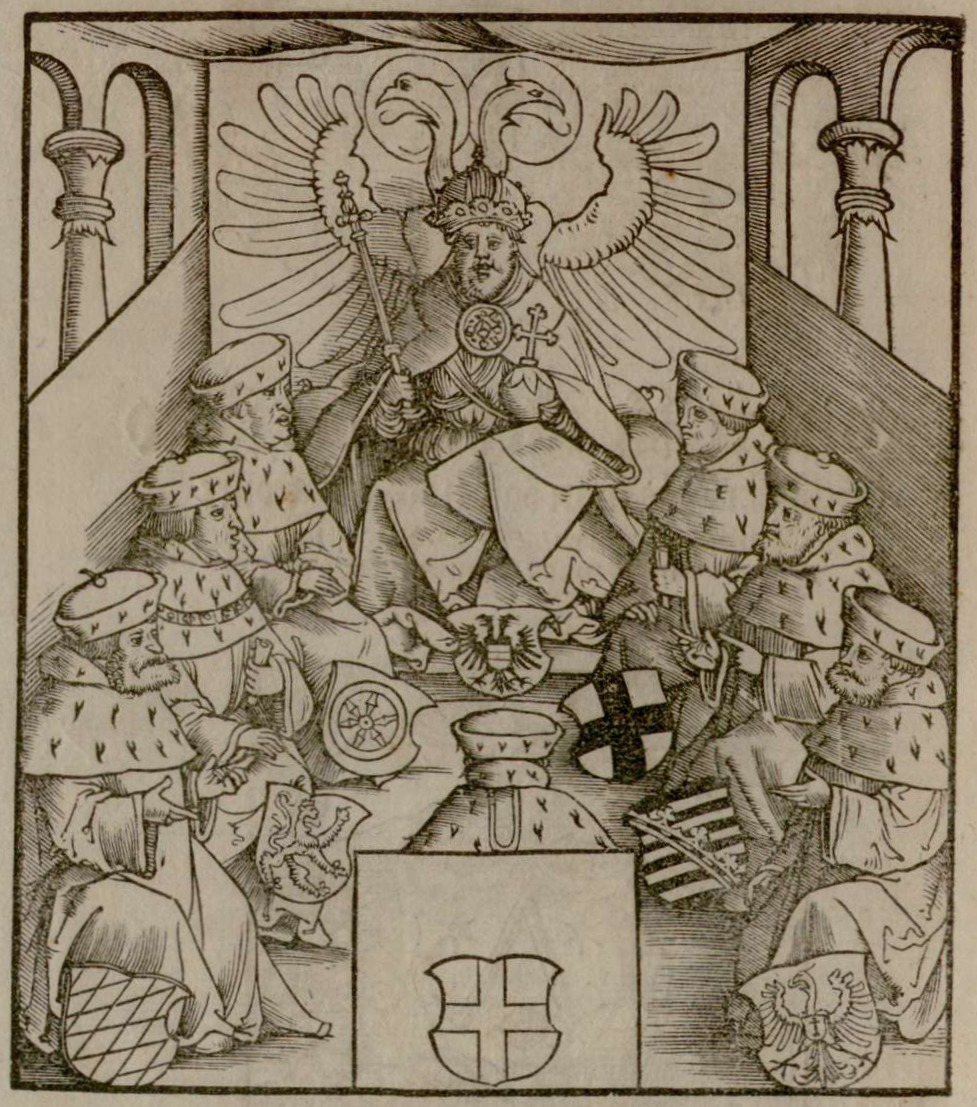
Der Kaiser mit sieben Kurfürsten (Abbildung im Erstdruck der Constitutio Criminalis Carolina 1533)

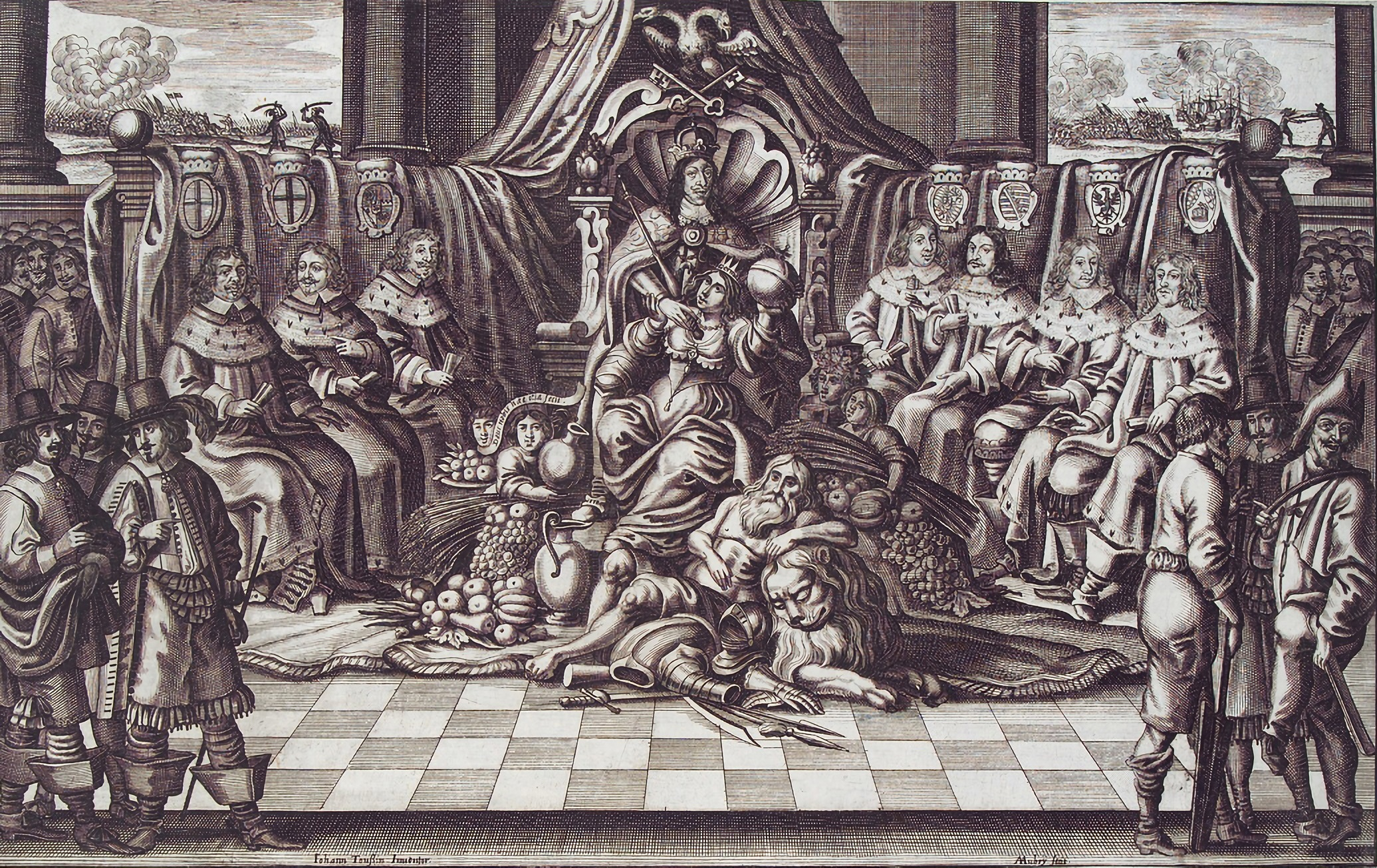
Der Kaiser und die acht Kurfürsten (Kupferstich von Abraham Aubry, Nürnberg 1663/64)

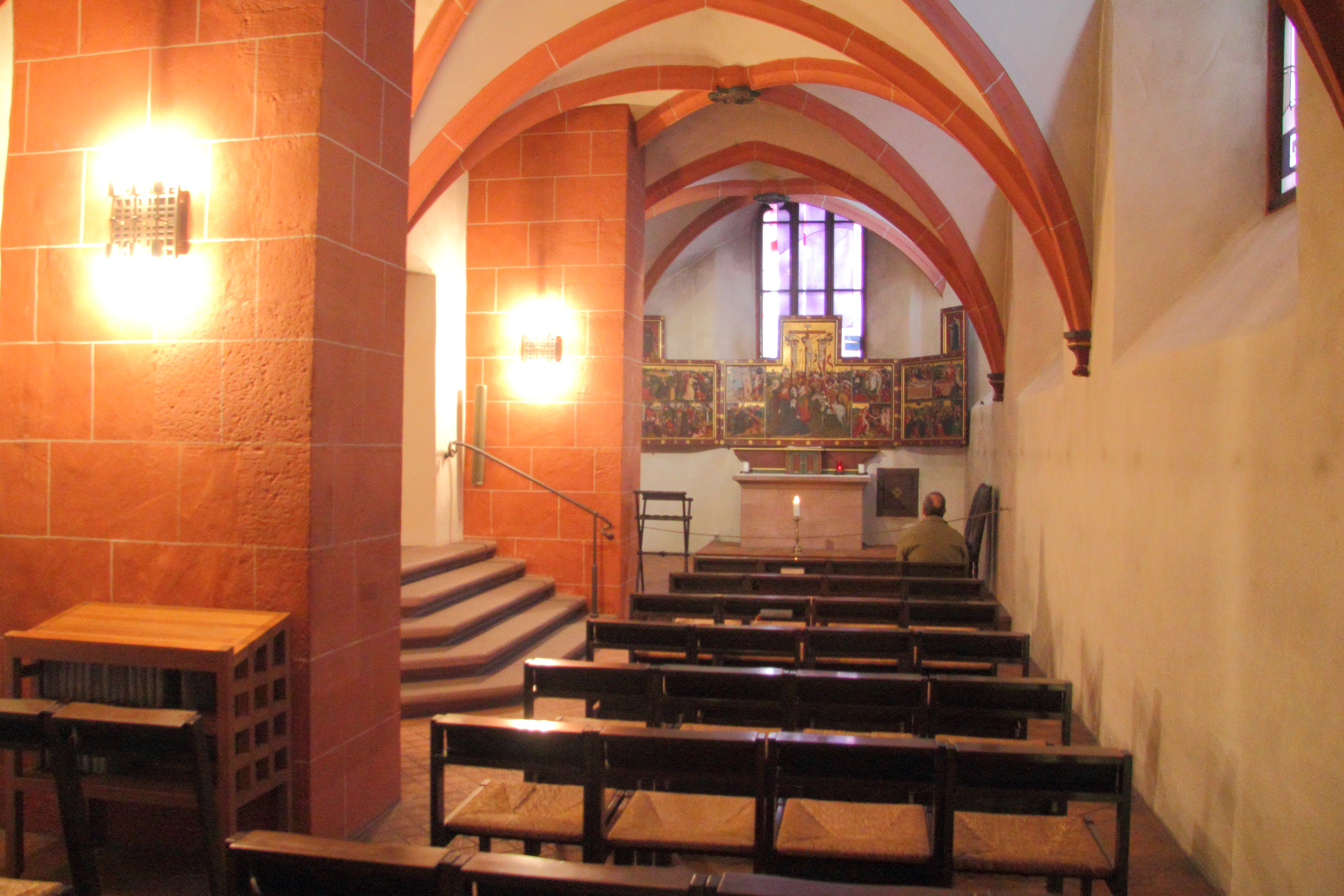
Ort der Kaiserwahl, die Wahlkapelle im Frankfurter Dom

In der Frühen Neuzeit hatten zwischen 1500 und 1806 insgesamt 131 Personen die Kurfürstenwürde inne.

#### Politische Rolle
Die Kurfürsten konnten trotz Anfeindungen anderer Reichsfürsten bis zum Ende der frühen Neuzeit das exklusive Recht der Königswahl sowie die Formulierung der Wahlkapitulationen bewahren. Wollten die Kaiser nicht die Chance der Königswahl ihrer Nachfolger aufs Spiel setzen, waren sie auf ein gutes Verhältnis zu den Kurfürsten angewiesen. Dies bestimmte im 16. und 17. Jahrhundert zumeist das kaiserliche Verhalten. Da in einer Zeit ohne dauernden Reichstag die politische Abstimmung zwischen Kaiser und Reichsständen nur schwierig möglich war, berieten sich die Reichsoberhäupter mit den Kurfürsten, wenn sie nicht den Anschein eines allzu selbstherrlichen Handelns erwecken wollten. Dieser Linie folgten etwa Ferdinand I. oder Maximilian II. Dagegen war die Rücksprache zur Zeit Karls V. oder Rudolfs II. deutlich geringer ausgeprägt. Als wichtigste Partner der Kaiser in der Reichspolitik wurden die Kurfürsten auch als „innerste Räte“ bezeichnet. Das Kurkolleg galt als „cardo imperii“, als Scharnier zwischen Kaiser und Reichsständen. Dabei spielten die Kurfürstentage eine wichtige Rolle.
Der Zusammenschluss der Kurfürsten in dem 1558 erneuerten Kurverein forderte ein starkes reichspolitisches Engagement und ein ausgeprägtes Verantwortungsbewusstsein für das Reichsganze. Auch wenn es keine Pflicht war, ließen sich die meisten Kurfürsten auf die Prinzipien des Kurvereins vereidigen. Der Kurverein diente dabei auch als Instanz zur Verteidigung der kurfürstlichen Standesinteressen und zur Bewahrung der besonderen Vorrechte.
Die Machtposition der Kurfürsten wurde bereits durch deren Zeitgenossen kritisiert. Insbesondere Gottfried Wilhelm Leibniz sah im Kurfürstenkollegium eine übermächtige Oligarchie. Allerdings schwankte die Bedeutung der Kurfürsten im Verlauf der frühen Neuzeit deutlich. Bis 1630 hing ihre politische Rolle stark von der Bereitschaft der jeweiligen Kaiser ab, die Kurfürsten in die Reichspolitik einzubinden oder eben nicht.
Die religiöse Spaltung im Zeitalter der Konfessionalisierung am Ende des 16. und Anfang des 17. Jahrhunderts führte zu einer tiefen Krise des Kurfürstenkollegs. Zunehmend spielten die unterschiedlichen konfessionspolitischen Interessen eine wichtigere Rolle als die gemeinsame Sorge um das Reich. Insbesondere die rheinischen geistlichen Kurfürsten agierten als Block zur Wahrung der katholischen Interessen. Dies änderte sich während des Dreißigjährigen Krieges teilweise wieder. Die Kurfürsten und die Kurfürstentage übernahmen teilweise Funktionen des lahmgelegten Reichstags und wandten sich gegen die zeitweilig erstarkende kaiserliche Macht. Als die Kurfürsten jedoch 1636 eigenmächtig eine Reichssteuer ausschrieben, führte dies zum Widerstand der anderen großen Reichsstände. Auch propagandistisch wurde die Auseinandersetzung zwischen Kurfürsten und Reichsfürsten über fast ein halbes Jahrhundert ausgetragen. Spätestens in den 1680er Jahren waren die Kurfürsten mit dem Anspruch auf eine politische Vorreiterrolle faktisch gescheitert, büßten ihre zeremoniellen Vorrechte aber nicht ein. Kennzeichnend war, dass nach 1640 Kurfürstentage nur noch anlässlich der Königswahlen stattfanden.

#### Veränderung des Kurfürstenkollegiums
Zur ersten Erweiterung des Kurfürstenkollegiums kam es im Verlauf des Dreißigjährigen Krieges. Herzog Maximilian I. von Bayern verlangte für die Hilfe, die er Kaiser Ferdinand II. bei der Vertreibung des sogenannten Winterkönigs, des pfälzischen Kurfürsten Friedrich V., aus Böhmen geleistet hatte, die Kurwürde seines wittelsbachischen Vetters. Mit der Oberpfalz wurde dem Herzog die pfälzische, die vierte Kur übertragen – 1623 zunächst nur ihm persönlich, 1628 auch für seine Nachkommen. Der Streit um die pfälzische Kur (Causa palatina) spielte eine wichtige Rolle bei den Verhandlungen des Westfälischen Friedens. Beigelegt wurde er schließlich 1648 durch die Neueinrichtung einer achten Kurwürde für die Pfalzgrafen. Eine neunte Kur für Österreich konnten die Habsburger dagegen ebenso wenig durchsetzen wie das votum decisivum, die bei Stimmengleichheit im Kurfürstenkollegium entscheidende Stimme für Böhmen.
Erfolg im Streben nach einer neunten Kur hatte dagegen 1692 Herzog Ernst August von Braunschweig-Lüneburg. Er hatte die Titelerhöhung von Kaiser Leopold I. als Ausgleich für seine Waffenhilfe im Pfälzischen Erbfolgekrieg gegen Frankreich verlangt. Dabei spielte auch eine Rolle, dass nach dem Übergang der Kurpfalz an eine katholische Linie des Hauses Wittelsbach das evangelische Element im Kurfürstenkollegium gestärkt werden sollte. Als der Kaiser dem Herzog eigenmächtig die Kurwürde für dessen Teilfürstentum Calenberg verlieh, protestierten die übrigen, meist katholischen Kurfürsten. Dadurch gelang es Leopold I., als konfessionelle Kompensation die Readmission (Wiederzulassung) seiner eigenen, böhmischen Kurstimme durchzusetzen. So konnten die Habsburger als Könige von Böhmen fortan wieder an allen kurfürstlichen Beratungen teilnehmen, was ihnen ab dem späten 15. Jahrhundert außer bei Königswahlen verwehrt gewesen war. Der Reichstag stimmte 1708 beidem zu, der Reaktivierung der böhmischen und der Zulassung der neuen Kurwürde der Herzöge von Braunschweig und Lüneburg.
Da die Kurfürsten von Hannover, wie sie inoffiziell genannt wurden, mit Georg I. 1714 auf den britischen Thron gelangten und ab da beide Ämter in Personalunion ausübten, hatten die Könige von England von da an ein Mitspracherecht bei der deutschen Königswahl.
Als die bayerischen Wittelsbacher 1777 im Mannesstamm ausstarben, fiel deren vierte Kurwürde gemäß den Bestimmungen des Westfälischen Friedens 1648 sowie der Wittelsbachischen Hausverträge von 1329 (Vertrag von Pavia), 1724 (Wittelsbacher Hausunion), 1776, 1771 und 1774 an ihre Erben, die gleichfalls wittelsbachischen (nun aber katholischen) Pfalzgrafen bei Rhein. Deren eigene, pfälzische Kurwürde wiederum, die achte Kur, erlosch. Dies wurde mit dem Frieden von Teschen 1779 vollzogen.

### Ende des Kurfürstenamts
Während der Napoleonischen Kriege annektierte Frankreich das gesamte linke Rheinufer und damit weite Gebiete der vier rheinischen Kurfürsten. Im Reichsdeputationshauptschluss von 1803 wurden daraufhin die geistlichen Kuren von Trier und Köln aufgehoben und die Mainzer Kurwürde auf das Fürstentum Regensburg-Aschaffenburg übertragen. Für das in ein weltliches Herzogtum Salzburg umgewandelte Erzstift Salzburg, für Württemberg, die Markgrafschaft Baden und die Landgrafschaft Hessen-Kassel wurden vier neue Kuren eingerichtet, so dass deren Zahl nunmehr auf zehn stieg. Im Kurkollegium, in dem bis dahin immer katholische Fürsten die Mehrheit gestellt hatten, herrschte nun erstmals konfessionelle Parität: Fünf Protestanten, den Kurfürsten von Brandenburg, Hannover, Württemberg, Baden und Hessen-Kassel, standen ebenso viele Katholiken gegenüber: die Kurfürsten von Sachsen, Pfalz-Bayern, Böhmen und Salzburg sowie der Kurerzkanzler mit Regensburg-Aschaffenburg.
Schon zwei Jahre nach dieser Neuregelung, im Frieden von Preßburg, fiel das Herzogtum Salzburg, das als habsburgische Sekundogenitur von Kurfürst Ferdinand regiert wurde, an das Kaisertum Österreich. Um Ferdinand zu entschädigen, wurde für ihn noch am  26. Dezember 1805 das Großherzogtum Würzburg geschaffen, auf das auch die Salzburger Kurwürde überging. Auswirkungen auf die Reichspolitik hatten alle diese Neuregelungen jedoch nicht mehr, da keiner der neuen Kurfürsten mehr an einer Kaiserwahl teilnehmen konnte. 1806 legte Kaiser Franz II. als Reaktion auf die Bildung des Rheinbundes die Krone des Heiligen Römischen Reichs Deutscher Nation nieder, das damit aufhörte zu bestehen. Damit verlor auch das Kurfürstenamt seine Funktion.

### Kurfürstentum Hessen-Kassel
Nach dem Ende der napoleonischen Herrschaft, auf dem Wiener Kongress, strebte Landgraf Wilhelm von Hessen-Kassel, der 1803 die Kurwürde erhalten hatte, den Titel „König der Chatten“ an. Die Bezeichnung stützte sich auf den germanischen Stammesnamen der Hessen. Trotz erheblicher Bestechungsgelder gelang es ihm nicht, diesen Anspruch durchzusetzen. Er durfte allerdings den Titel „Kurfürst“ behalten, mit dem persönlichen Prädikat „königliche Hoheit“. Danach wurde die Bezeichnung „Kurfürstentum Hessen“ (umgangssprachlich auch kurz: „Kurhessen“) weithin gebräuchlich, zur Unterscheidung von der durch Napoleon zum Großherzogtum Hessen erhobenen vormaligen Landgrafschaft Hessen-Darmstadt. Im weiteren Sinne bezeichnete Kurhessen bzw. Kurfürstentum Hessen die Gesamtheit der von dem Kurfürsten regierten Territorien, die dann erst mit der Verwaltungsreform von 1821 unter einheitliche Verwaltung gestellt wurden. Das Kurfürstentum Hessen wurde nach seiner Niederlage im Krieg von 1866 von Preußen annektiert und ging damit unter. Gleichwohl überlebte die Bezeichnung in einigen Namen, etwa dem der Evangelischen Kirche von Kurhessen-Waldeck.

## Kurfürstenornat
Der Kurfürstenornat bestand aus dem Kurmantel, einem breiten, mantelartigen Rock mit breiten Ärmeln oder Armschlitzen, ganz mit Hermelinfell – einem Symbol königlicher Würde – ausgeschlagen. Dazu kamen ein breiter Hermelinkragen, violette Handschuhe und der Kurhut, eine Samtmütze mit Hermelinumrandung. Der Ärmelrock und der runde Kurhut der weltlichen Kurfürsten waren aus dunkelkarmesinfarbigem Samt gefertigt, der Armschlitzrock und die viereckige Mütze der geistlichen Fürsten aus dunkelscharlachfarbigem Tuch. Zu den Insignien gehörte des Weiteren ein Kurschwert.
Die Darstellung des Kurfürsten im Kurfürstenornat auf zeitgenössischen Münzen des gewöhnlichen Zahlungsverkehrs ist im Münzbild des Erbländischen Talers dargestellt.

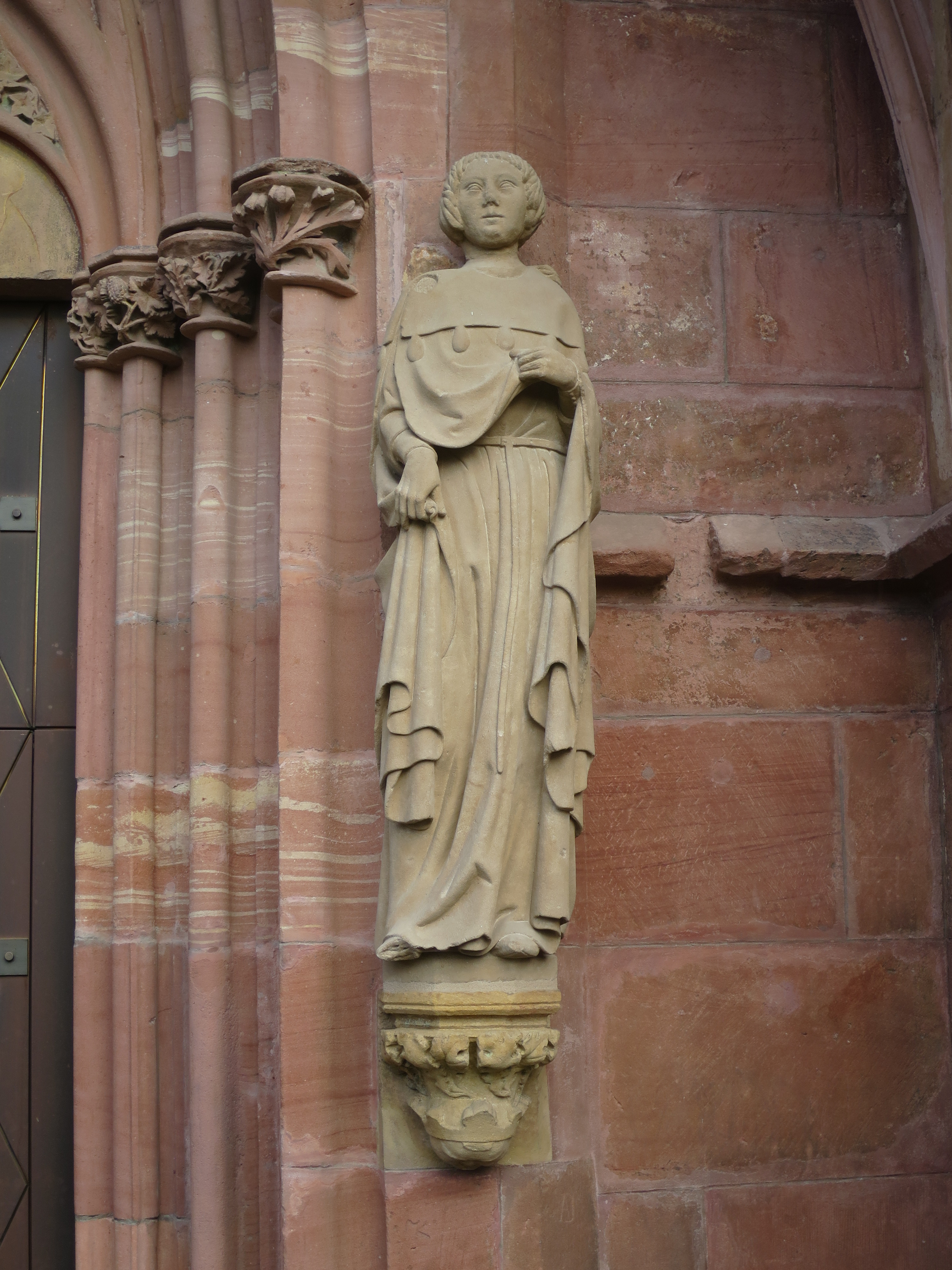
Figur eines Kurfürsten am Südportal der Liebfrauenkirche in Worms (13. Jahrhundert)
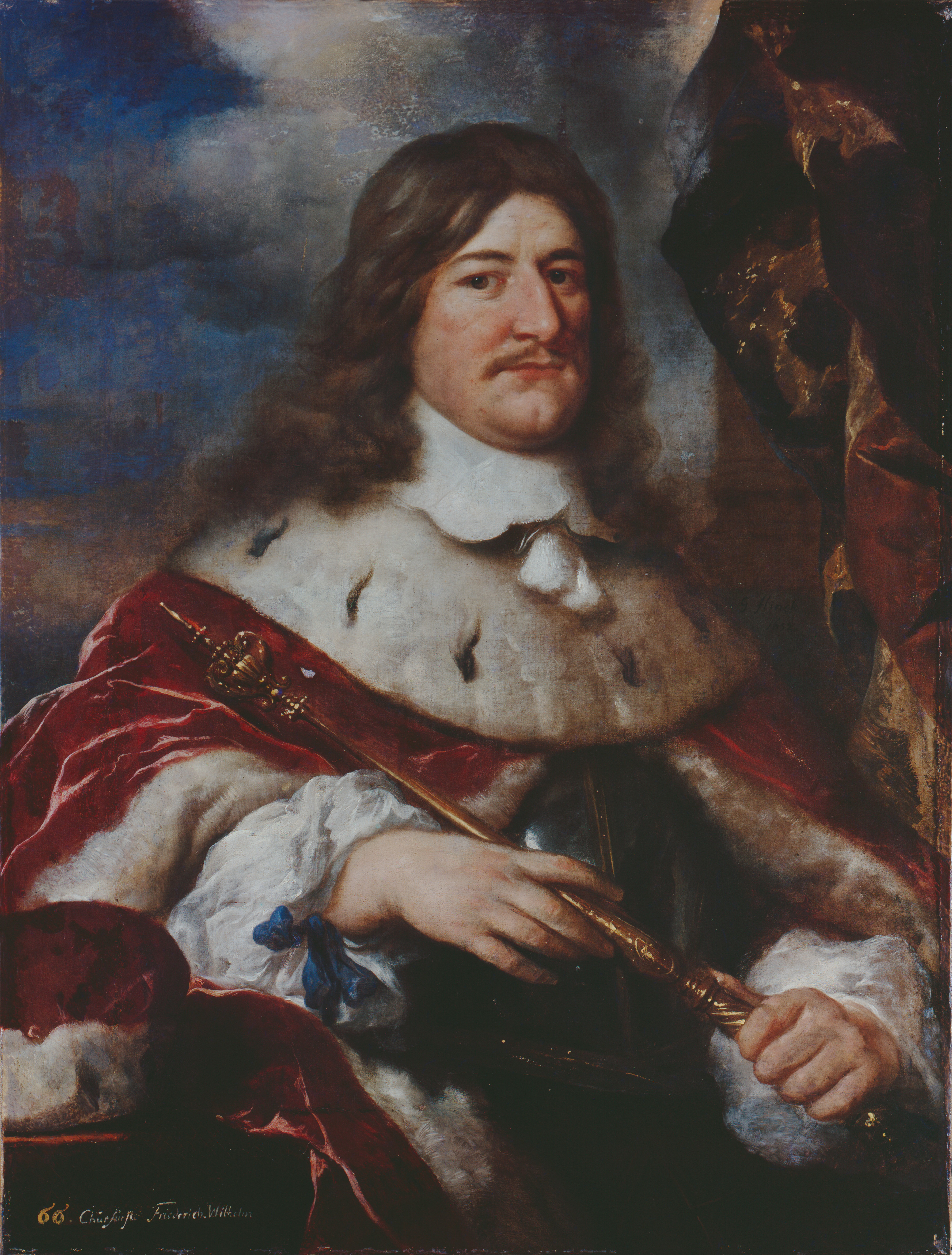
Der „Große Kurfürst“ Friedrich Wilhelm von Brandenburg im Kurfürstenornat (um 1652)
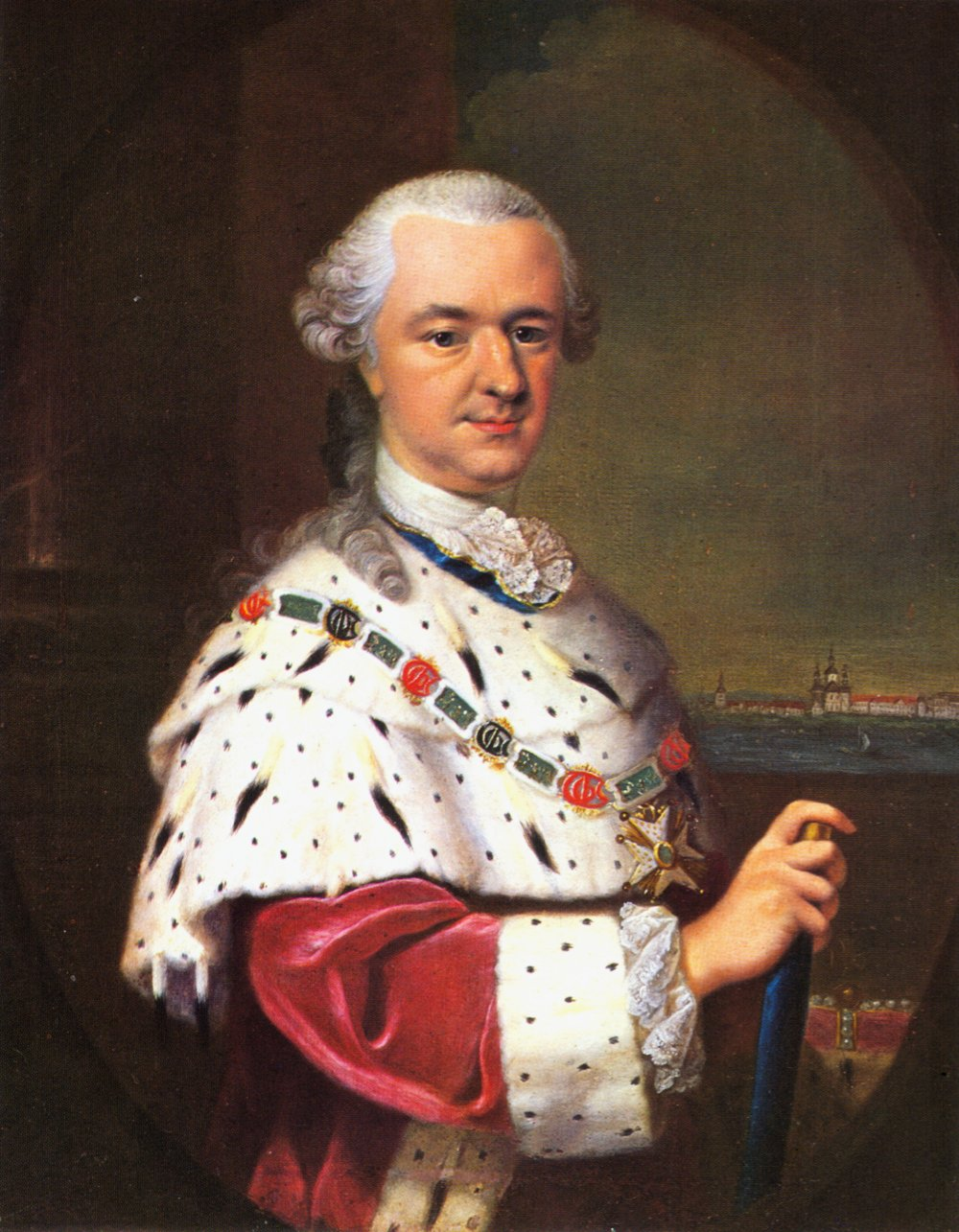
Karl Theodor, Kurfürst von der Pfalz im Kurfürstenornat (1744)
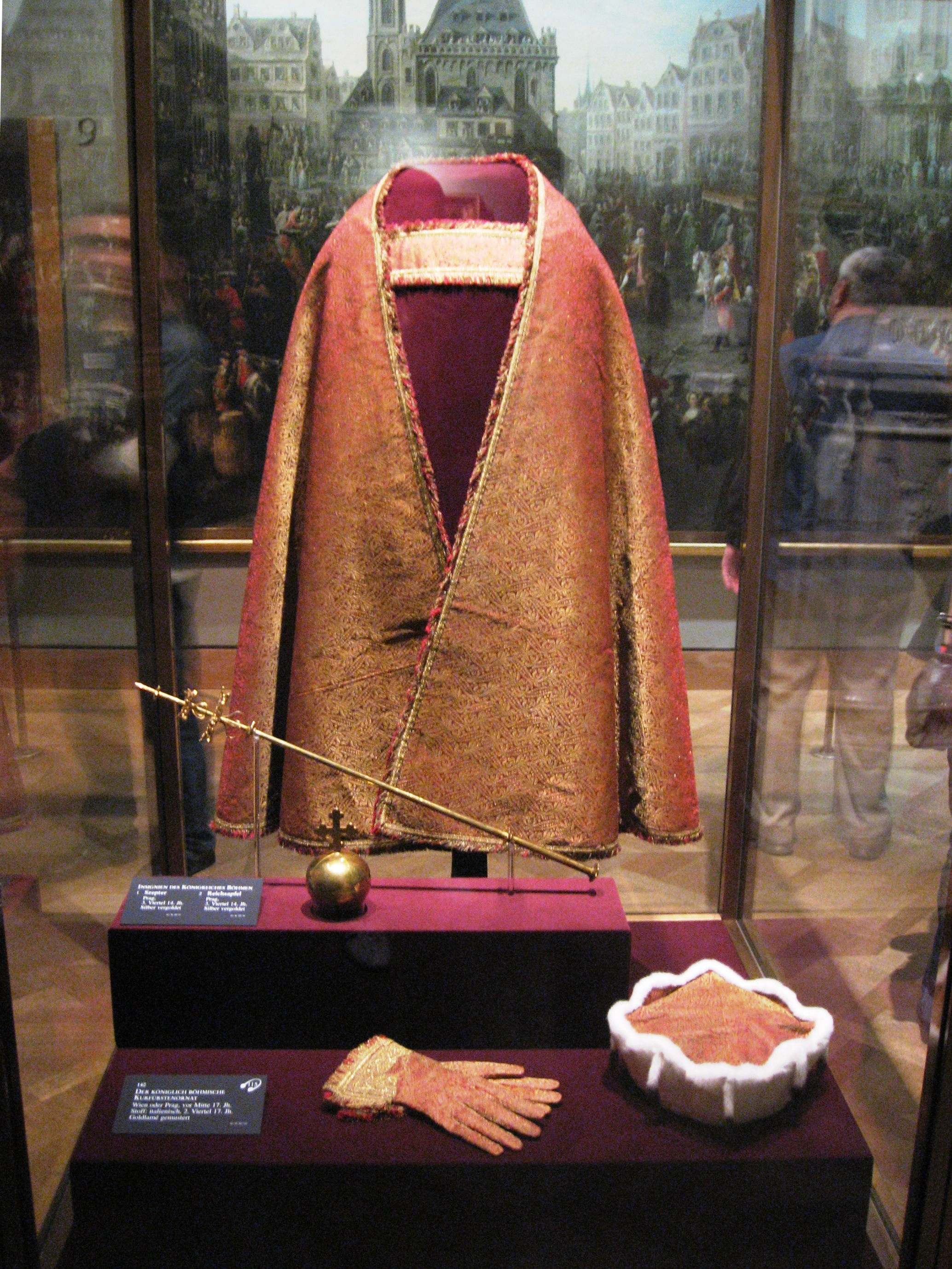
Der Königlich-Böhmische Kurfürstenornat in der Wiener Schatzkammer
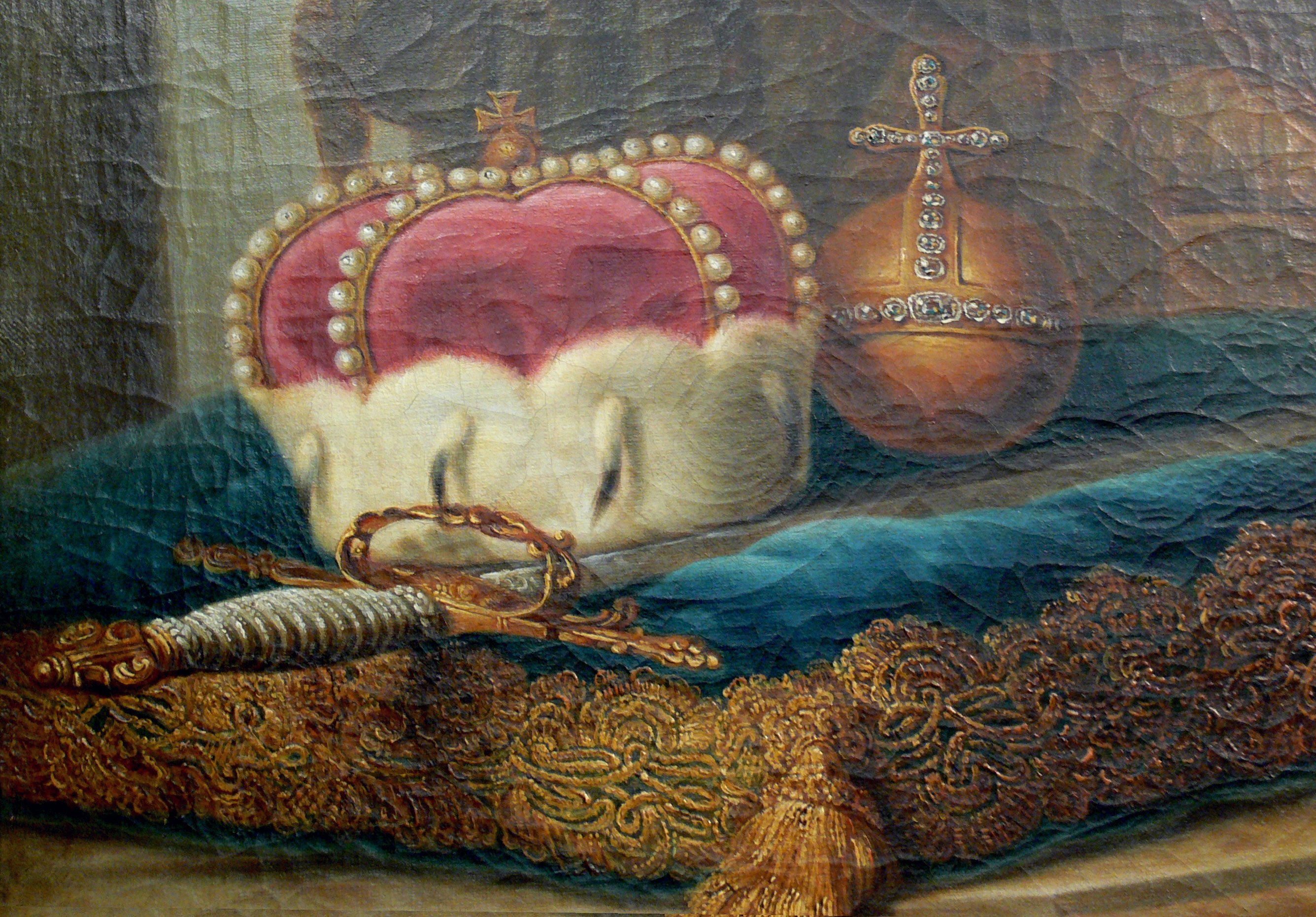
Kurhut (Detail aus einem Staatsporträt Karl Theodors von Pfalzbayern, 1781)
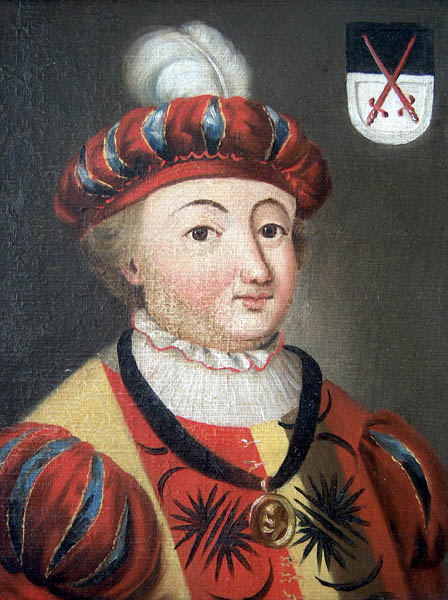
Ernst von Sachsen mit dem Kurschwertwappen
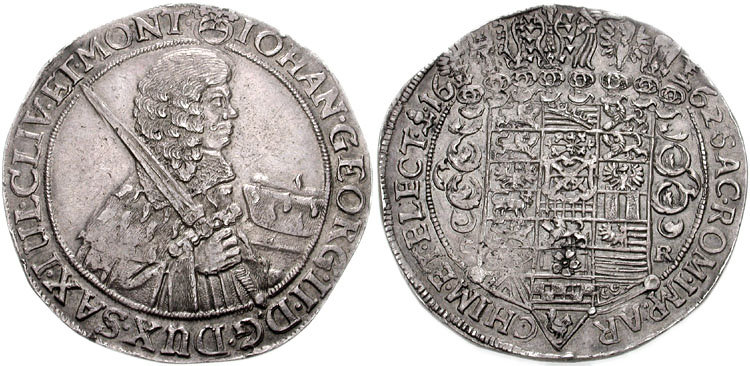
Erbländischer Taler Johann Georgs II. von 1662 im Kurornat, Mmz. C–R und Eichel, Münzstätte Dresden